# Svitlana Iaromka

## biographie
Svitlana Mykolayivna Iaromka (ukrainien : Світлана Миколаївна Ярьомка), née le 9 avril 1989, est une judokate ukrainienne elle à été  une élève de l'école de jeunesse et de sport Yagotyn et à comme entraîneur Viktor Semperovych .
Iaromka pratique également le Sumo et a participé aux Jeux mondiaux de 2013 où elle a remporté le bronze dans une épreuve ouverte. 

## Palmarès international enjudo
| Jeux européens        | Jeux européens | Jeux européens |
| Année                 | Médaille       | Catégorie      |
| --------------------- | -------------- | -------------- |
| 2015                  | bronze         | +78 kg         |
| Championnats d'Europe |                |                |
| Année                 | Médaille       | Catégorie      |
| 2015                  | bronze         | +78 kg         |
| 2016                  | argent         | +78 kg         |
| 2017                  | argent         | +78 kg         |

## Palmarès international ensumo
| Jeux mondiaux | Jeux mondiaux | Jeux mondiaux |
| Année         | Médaille      | Catégorie     |
| ------------- | ------------- | ------------- |
| 2013          | bronze        | open          |
| 2022          | or            | poids lourds  |
| 2022          | bronze        | open          |

## Réalisations sportives
- Automne 2013 - Champion du monde de lutte sambo, Saint-Pétersbourg, catégorie de poids supérieure à 80 kg.
- Octobre 2014 — médaille d’or, Grand Prix de judo à Tachkent.
- Novembre 2014 — médaille de bronze, tournoi du Grand Chelem aux Émirats arabes unis.
- Mai 2015 — médaille d'or du tournoi international de judo du Grand Chelem, Bakou, catégorie de poids supérieure à 78 kg.
- Juin 2015 — médaille de bronze dans la catégorie des plus de 78 kg aux 1ers Jeux européens à Bakou.
- Octobre 2015 - a remporté une médaille d'argent aux Jeux mondiaux militaires en Corée du Sud.
- Novembre 2015 - a remporté une médaille d'argent au Grand Prix de judo à Qingdao, en Chine.

## Prix d'État
- Ordre du Mérite, 3e classe ( 23 août 2022 ) — pour des mérites importants dans le renforcement de l'État ukrainien, le courage et le dévouement démontrés dans la protection de la souveraineté et de l'intégrité territoriale de l'Ukraine, une contribution personnelle significative au développement de diverses sphères de la vie publique, la défense des intérêts nationaux de notre État et l'accomplissement consciencieux du devoir professionnel .

## Honneurs
- Prix du Président de l'Ukraine - Médaille du jubilé « 25 ans d'indépendance de l'Ukraine » (2016).